# Bướm phượng đen
Bướm phượng đen (Papilio polytes) là một loài bướm phượng phân bố rộng rãi ở khắp châu Á. Loài này bắt chước dưới nhiều hình thức của các con cái, chúng bắt chước loài bướm không thể bị các loài săn mồi ăn được như Pachliopta aristolochiae và Pachliopta hector vì những loài này là các loài có độc.
Loài này phân bố ở Pakistan, Ấn Độ, Nepal, Sri Lanka, Myanmar, Thái Lan, phía nam và tây Trung Quốc (gồm tỉnh Hải Nam), Đài Loan, Hồng Kông, Nhật Bản (quần đảo Ryukyu), Việt Nam, Lào, Campuchia, Quần đảo Andaman và Nicobar, bán đảo Mã Lai, Brunei, Indonesia (trừ Quần đảo Maluku và Papua), Philippines, và Quần đảo Bắc Mariana (Saipan).

## Các loài cây chủ
Ấu trùng loài bướm phượng này ăn các loài thuộc họ Rutaceae, bao gồm:
- Aegle marmelos or Bael
- Atalantia racemosa[1]
- Citrus spp. (C. aurantifolia, C. grandis, C. limon, C. medica, C. sinensis)
- Glycosmis arborea
- Murraya koenigii
- Murraya paniculata

## Hình ảnh

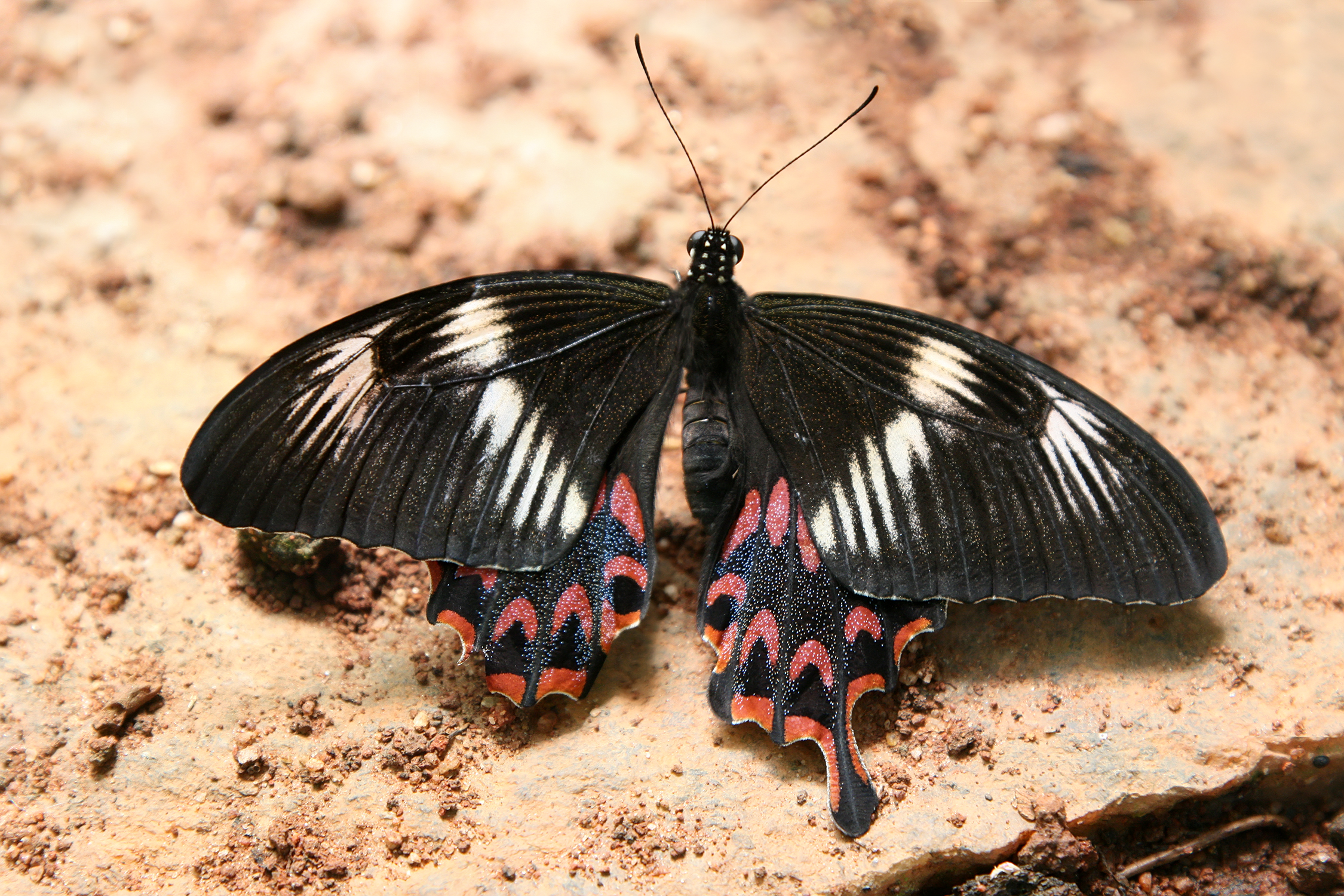
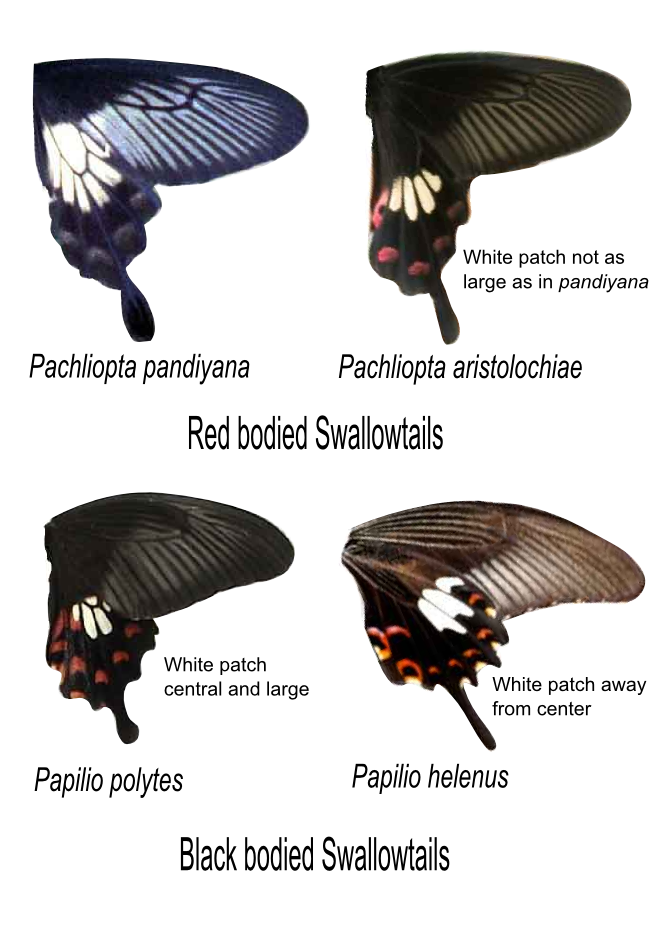
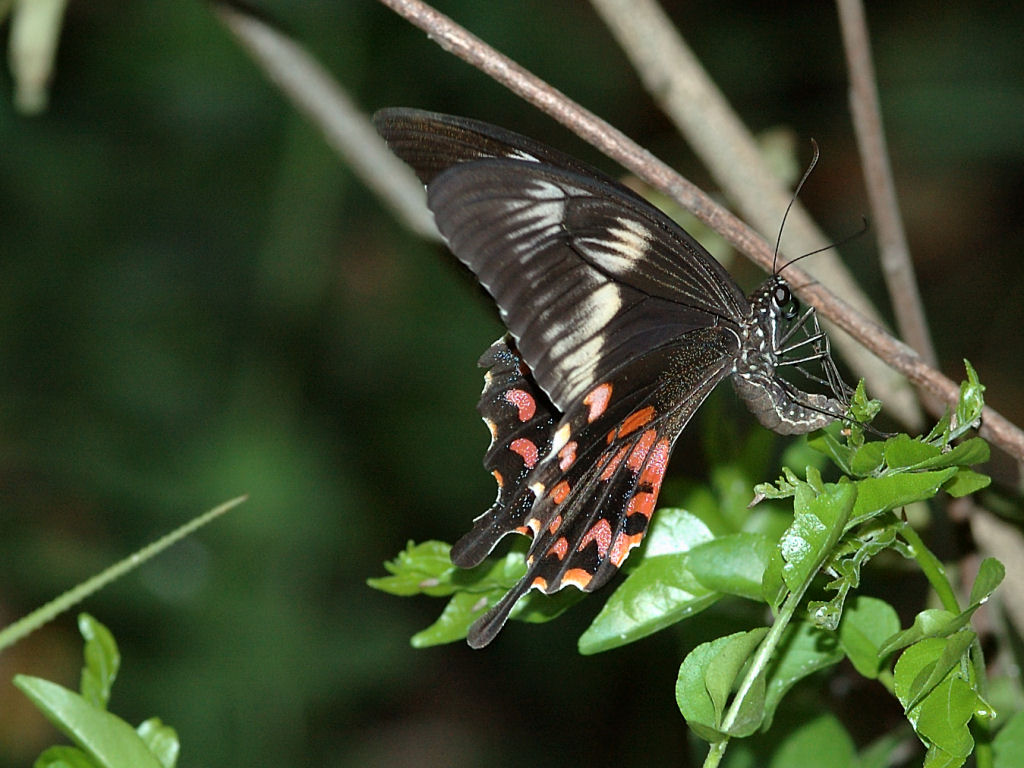
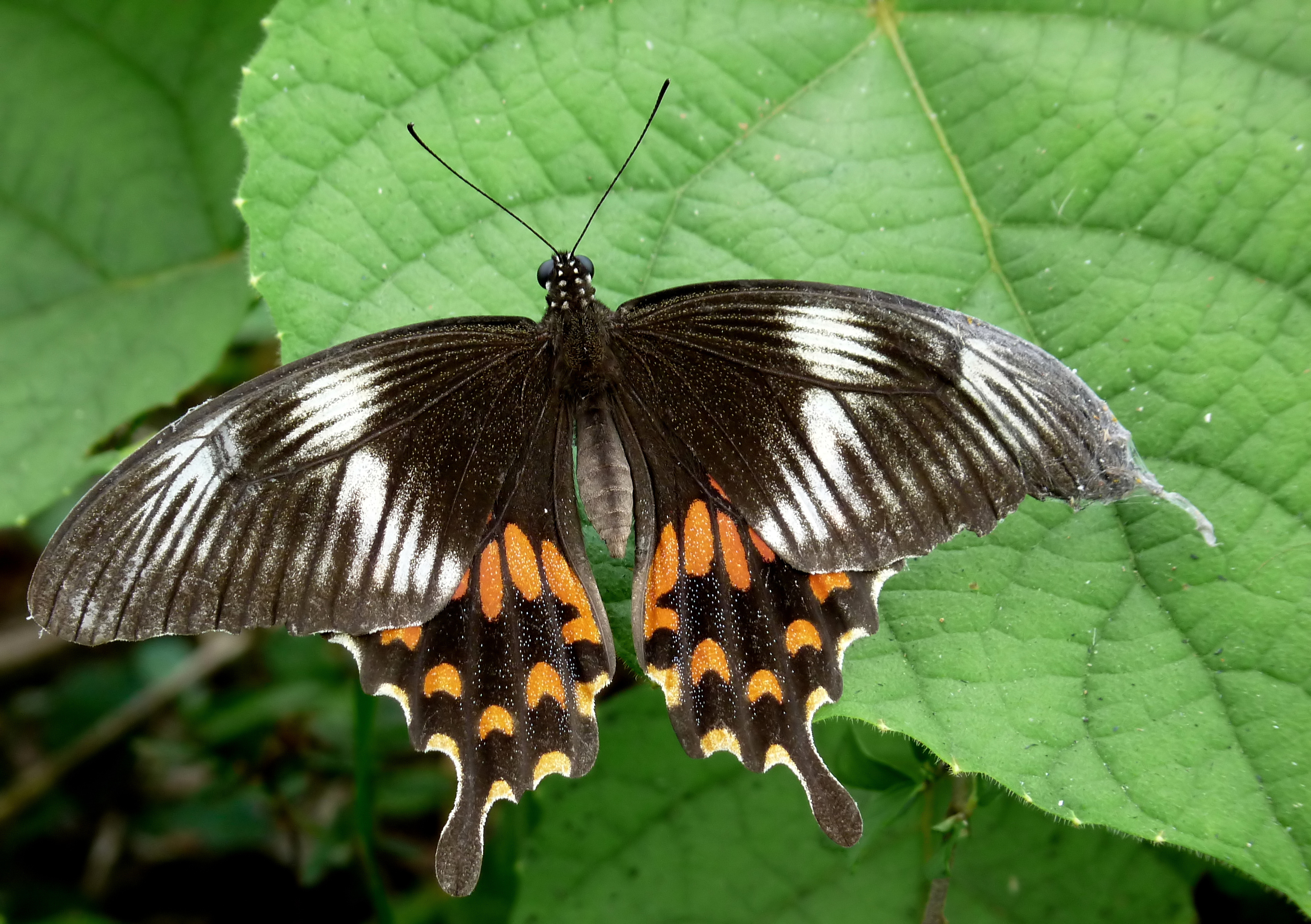
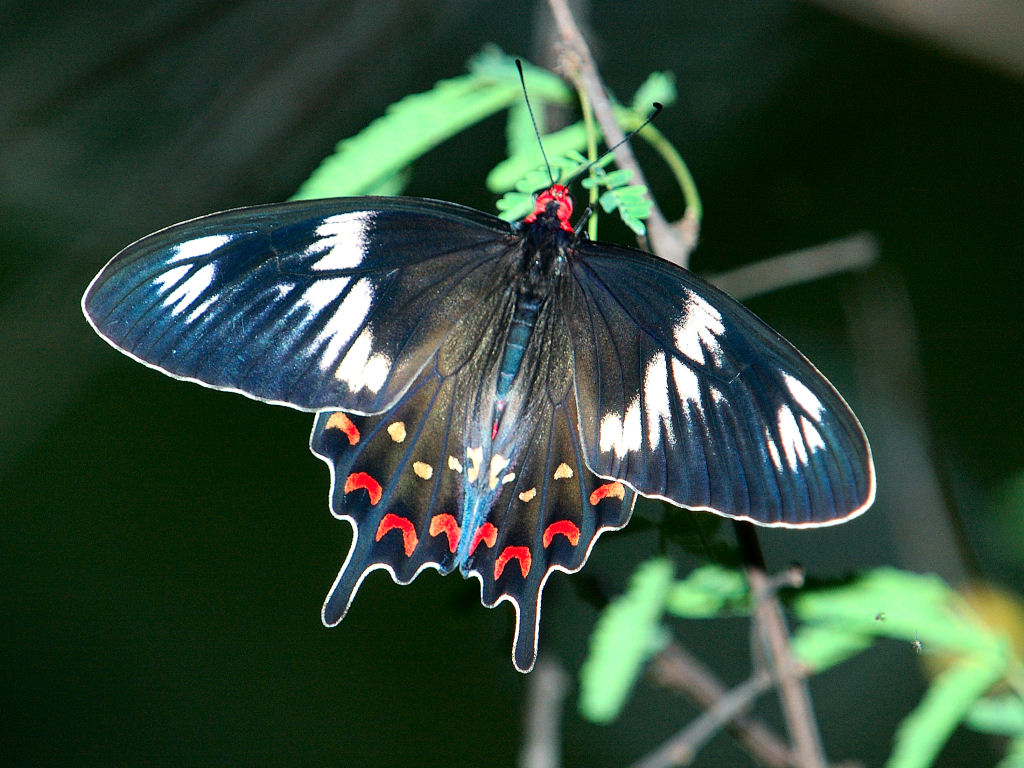

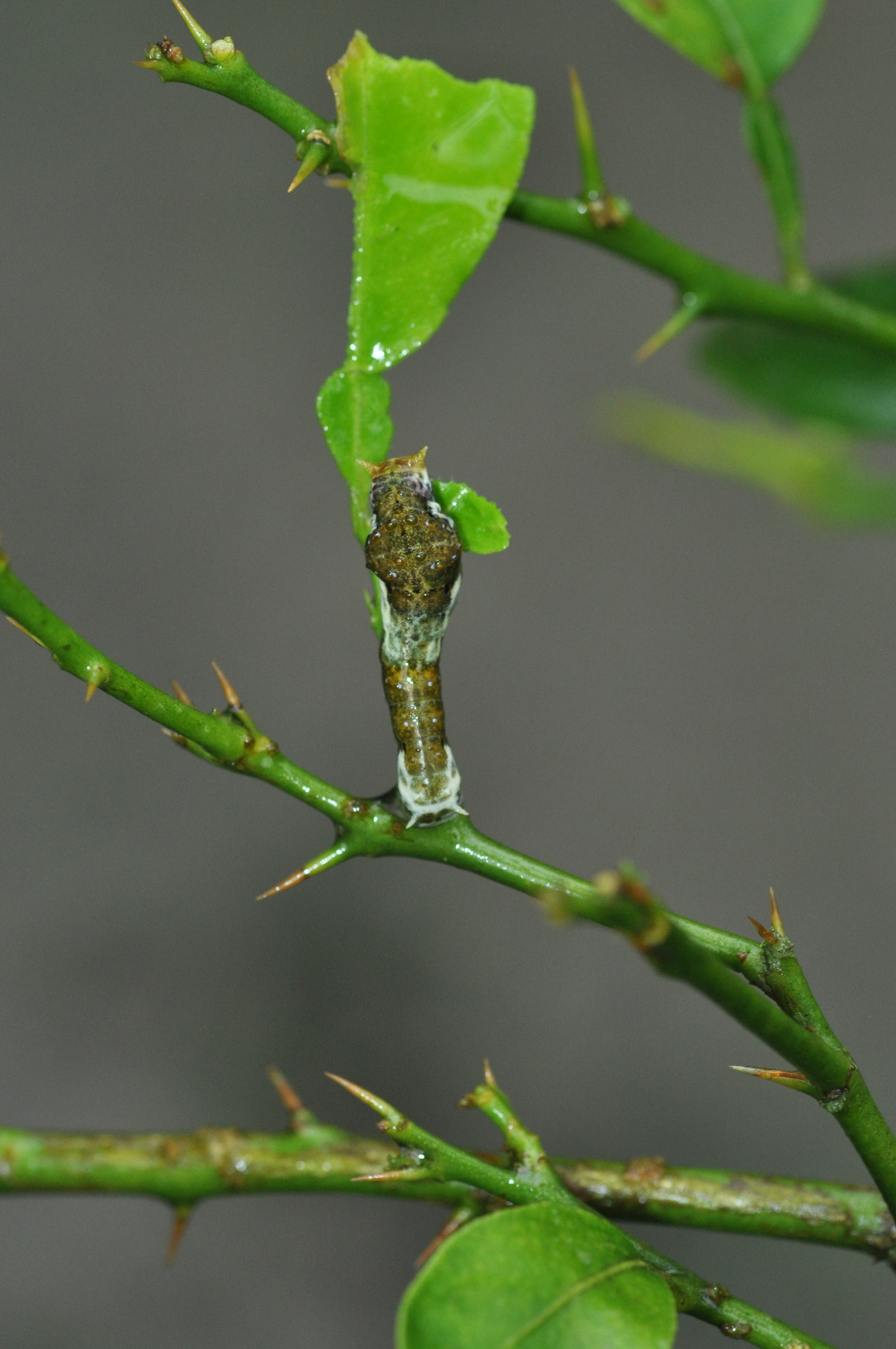
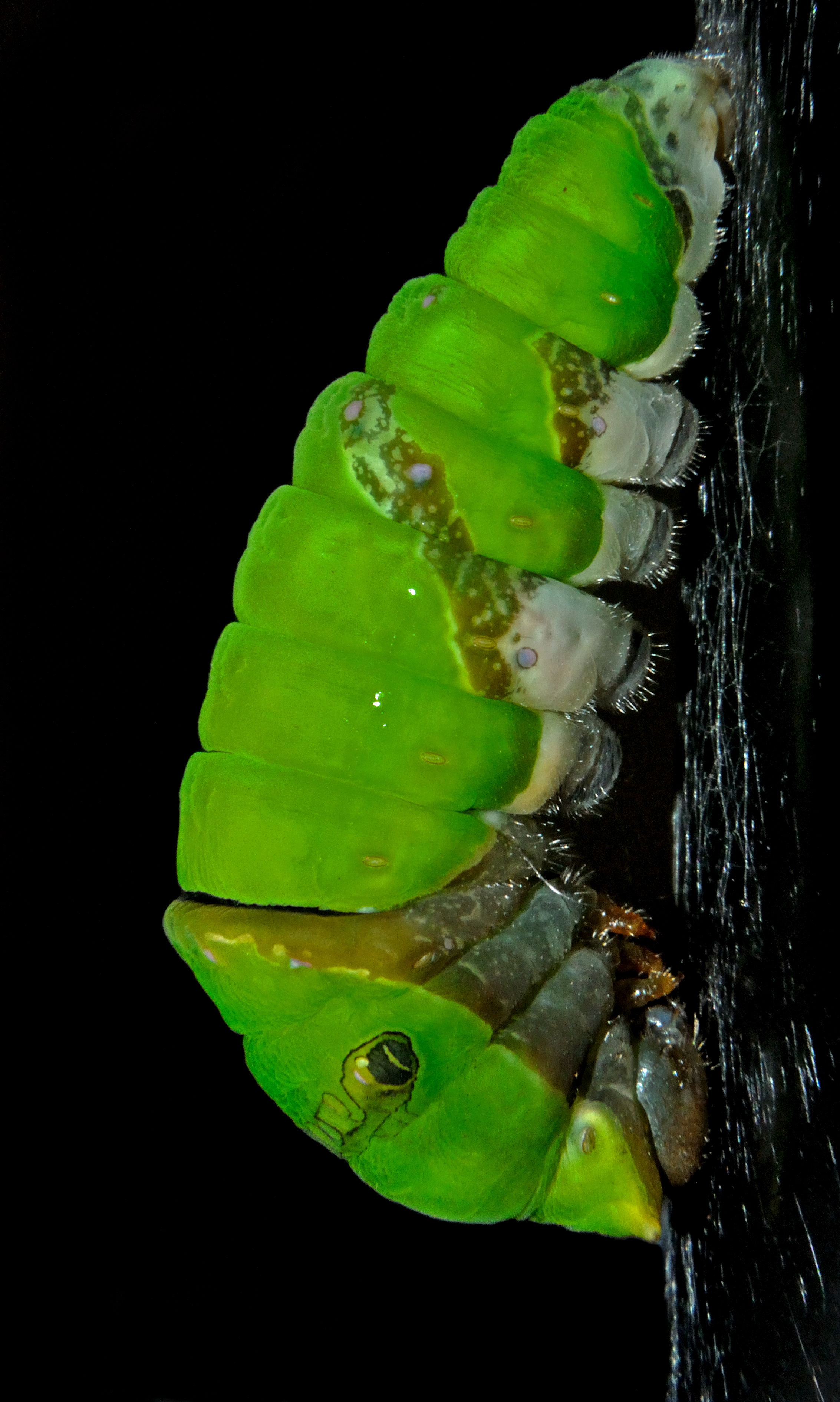
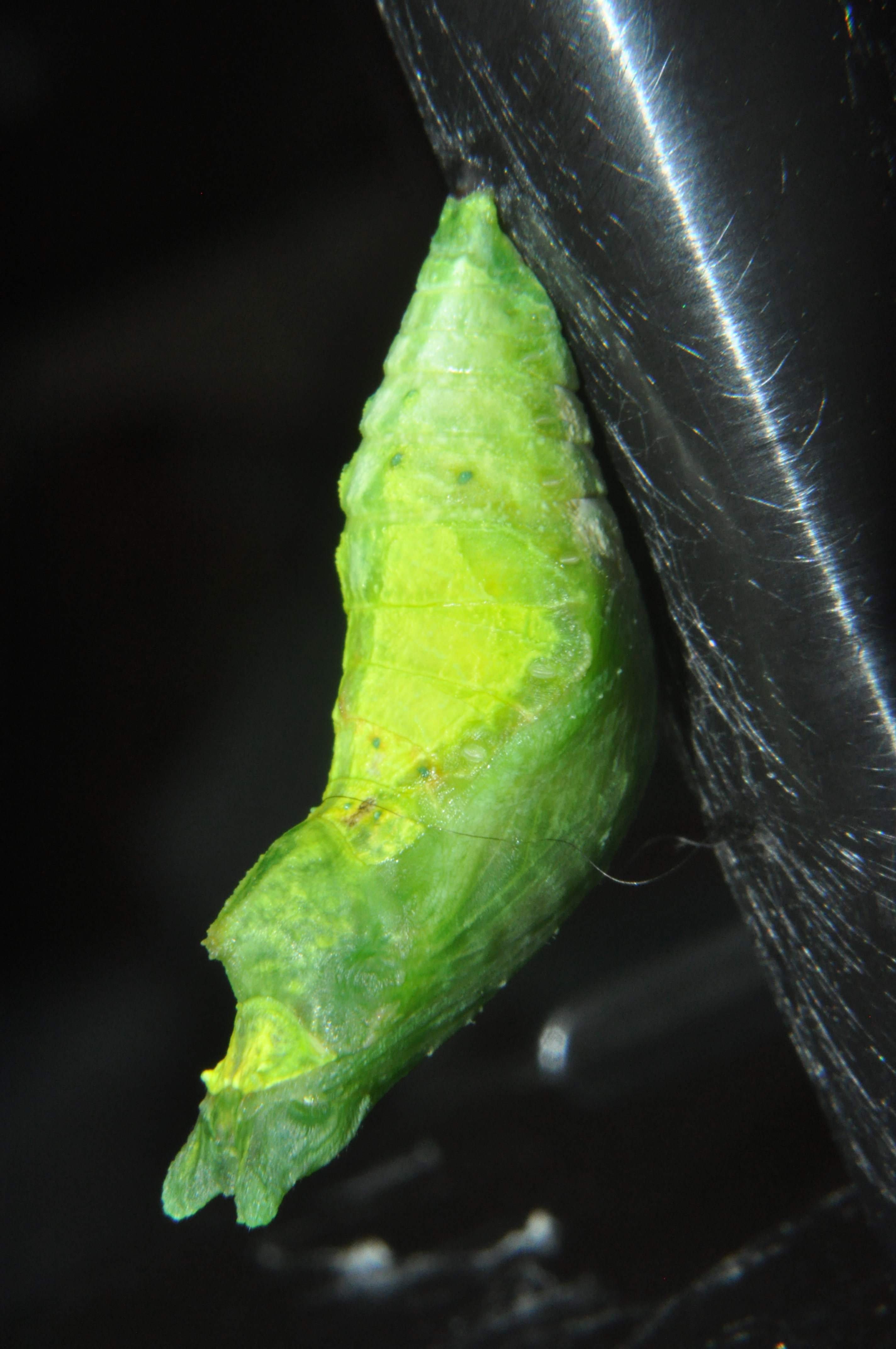